# Saison 2012-2013 de l'Arsenal FC
Chronologie
Saison précédente Saison suivante
La saison 2012-2013 de l'Arsenal FC est la 21e saison du club en Premier League. En compétition pour le Championnat d'Angleterre, la Coupe d'Angleterre, la Coupe de la Ligue anglaise et la Ligue des champions, Arsenal tente de remporter son premier titre depuis sept saisons.

## Dates clés
- 30 avril 2012 : L'attaquant allemand Lukas Podolski rejoint Arsenal pour un montant estimé à environ 10,9 millions de livres, en provenance de Cologne[1].
- 22 mai 2012 : Le club annonce qu'il va libérer cinq joueurs professionnels : Manuel Almunia, George Brislen-Hall, Gavin Hoyte, Sean McDermott et Rhys Murphy, ainsi que deux jeunes : James Campbell et Jeffrey Monakana, à la fin de leur contrat le 30 juin[2].
- 24 mai 2012 : Après le départ en retraite de Pat Rice, Steve Bould devient l'entraîneur adjoint de l'équipe. Neil Banfield devient l'entraîneur de l'équipe première avec Boro Primorac qui l'était déjà[3].
- 26 juin 2012 : L'attaquant français Olivier Giroud rejoint Arsenal pour un montant estimé à environ 12,8 millions de livres, en provenance de Montpellier[4].
- 5 juillet 2012 : Arsenal annonce que Terry Burton complètera la liste du personnel d'entraîneurs en devenant l'entraîneur de l'équipe réserve, à la suite de la promotion de Neil Banfield[5].
- 17 juillet 2012 : Carlos Vela rejoint définitivement la Real Sociedad pour 6 millions de livres[6].
- 24 juillet 2012 : Le défenseur français Laurent Koscielny signe un nouveau contrat à long terme[7].
- 7 août 2012 : Le milieu de terrain espagnol Santi Cazorla rejoint Arsenal pour un montant estimé à environ 16,5 millions de livres, en provenance de Málaga[8].
- 16 août 2012 : Jack Wilshere obtient le numéro 10, précédemment attribué à Robin van Persie[9].
- 17 août 2012 : Après le départ de Robin van Persie à Manchester United pour 24 millions de livres, Thomas Vermaelen est promu capitaine et Mikel Arteta vice-capitaine[10].
- 20 août 2012 : Arsenal annonce que le milieu de terrain camerounais Alex Song signe à Barcelone pour 5 ans, et pour une indemnité de transfert de 14,9 millions de livres[11].
- 31 août 2012 : Arsenal annonce les départs en prêt de Nicklas Bendtner à la Juventus et de Park Chu-young au Celta Vigo[12],[13].
- 30 octobre 2012 : victoire record d'Arsenal face à Reading en Coupe de la Ligue sur le score de 7-5 au Madejski Stadium, après avoir été mené 4-0. Le nombre plus grand nombre de buts jamais marqué dans cette compétition, 12 au total[14].
- 19 novembre 2012 : Le milieu de terrain Emmanuel Frimpong rejoint Charlton Athletic en prêt jusqu'au 1er janvier 2013[15].
- 11 décembre 2012 : Arsenal est éliminé de la Coupe de la Ligue par un club de quatrième division, Bradford City. C'est la première fois de l'histoire du club qu'il est éliminé de la compétition par une équipe de division inférieure[16].
- 19 décembre 2012 : Arsenal annonce que les cinq joueurs : Kieran Gibbs, Carl Jenkinson, Alex Oxlade-Chamberlain, Aaron Ramsey, Jack Wilshere prolongent leurs contrat pour 4 à 6 ans[17].
- 4 janvier 2013 : L'attaquant marocain Marouane Chamakh rejoint West Ham United sous la forme d'un prêt jusqu'à la fin de la saison[18].
- 5 janvier 2013 : Le défenseur suisse Johan Djourou rejoint Hanovre 96 sous la forme d'un prêt jusqu'à la fin de la saison[19].
- 18 janvier 2013 : L'attaquant international anglais Theo Walcott prolonge son contrat jusqu'à une durée indéterminée, ce qui met fin aux spéculations de son départ.
- 25 janvier 2013 : Le milieu de terrain Emmanuel Frimpong rejoint Fulham sous la forme d'un prêt jusqu'à la fin de la saison[20].
- 31 janvier 2013 : L'arrière gauche espagnol Nacho Monreal rejoint Arsenal pour un montant estimé à environ 8,5 millions de livres, en provenance de Málaga[21].
- 11 février 2013 : Après avoir perdu sa place au sein de l'équipe, l'arrière gauche André Santos rejoint le club brésilien du Grêmio sous la forme d'un prêt jusqu'à la fin de la saison[22].
- 16 février 2013 : Arsenal est éliminé au cinquième tour de la FA Cup à la suite d'une défaite 1-0 à domicile face au club de Championship, le Blackburn Rovers.
- 13 mars 2013 : La campagne d'Arsenal en Ligue des champions prend fin en huitièmes de finale contre le Bayern Munich après une victoire 2-0 en Bavière, sur un score cumulé de 3 partout, Arsenal est défait à cause de la règle des buts à l'extérieur (victoire du Bayern 3-1 à Londres). par la suite, il est confirmé qu'Arsenal ne gagnera pas son premier titre en 8 ans.
- 28 mars 2013 : Le milieu français Abou Diaby se déchire le ligament croisé antérieur lors d'un entraînement, le club annonce qu'il sera absent 9 mois.
- 23 avril 2013 : La fédération anglaise annonce que l'appel du club pour le carton rouge d'Olivier Giroud est rejeté, l'attaquant français est suspendu 3 matchs[23].
- 19 mai 2013 : grâce à leur victoire contre Newcastle sur le score de 1-0 lors de la dernière journée, Arsenal termine quatrième devant leurs rivaux de Tottenham et se qualifie pour les matchs de barrages de la prochaine Ligue des champions.
- 31 mai 2013 : Arsenal annonce, à la suite d'un sondage, que le milieu espagnol Santi Cazorla est élu joueur de la saison[24]. Il est suivi par le défenseur français Laurent Koscielny qui termine 2e[25], l'attaquant anglais et meilleur buteur Theo Walcott finit 3e[26] et le milieu espagnol Mikel Arteta 4e[27].

## Équipe première

### Effectif
| N°                 | Nat                         | Nom                           | Date de naissance (Âge) | Depuis          | Matchs          | Buts            | En provenance de             |
| Gardiens de but    | Gardiens de but             | Gardiens de but               | Gardiens de but         | Gardiens de but | Gardiens de but | Gardiens de but | Gardiens de but              |
| ------------------ | --------------------------- | ----------------------------- | ----------------------- | --------------- | --------------- | --------------- | ---------------------------- |
| 1                  | Drapeau de la Pologne       | Wojciech Szczęsny             | 18 avril 1990           | 2007            | 106             | 0               | Centre de formation          |
| 21                 | Drapeau de la Pologne       | Łukasz Fabiański              | 18 avril 1985           | 2007            | 67              | 0               | Legia Varsovie               |
| 24                 | Drapeau de l'Italie         | Vito Mannone                  | 2 mars 1988             | 2005            | 23              | 0               | Atalanta                     |
| Défenseurs         |                             |                               |                         |                 |                 |                 |                              |
| 3                  | Drapeau de la France        | Bacary Sagna                  | 14 février 1983         | 2007            | 236             | 4               | Auxerre                      |
| 4                  | Drapeau de l'Allemagne      | Per Mertesacker               | 29 septembre 1984       | 2011            | 71              | 3               | Werder Brême                 |
| 5                  | Drapeau de la Belgique      | Thomas Vermaelen (capitaine)  | 14 novembre 1985        | 2009            | 129             | 15              | Ajax Amsterdam               |
| 6                  | Drapeau de la France        | Laurent Koscielny             | 10 septembre 1985       | 2010            | 119             | 10              | Lorient                      |
| 17                 | Drapeau de l'Espagne        | Nacho Monreal                 | 26 février 1986         | 2013            | 11              | 1               | Málaga                       |
| 18                 | Drapeau de la France        | Sébastien Squillaci           | 11 août 1980            | 2010            | 39              | 2               | Séville                      |
| 25                 | Drapeau de l'Angleterre     | Carl Jenkinson                | 8 février 1992          | 2011            | 35              | 0               | Charlton Athletic            |
| 28                 | Drapeau de l'Angleterre     | Kieran Gibbs                  | 26 septembre 1989       | 2007            | 106             | 3               | Centre de formation          |
| Milieux de terrain |                             |                               |                         |                 |                 |                 |                              |
| 2                  | Drapeau de la France        | Abou Diaby                    | 1er mai 1986            | 2006            | 178             | 19              | Auxerre                      |
| 7                  | Drapeau de la Tchéquie      | Tomáš Rosický                 | 4 octobre 1980          | 2006            | 182             | 22              | Borussia Dortmund            |
| 8                  | Drapeau de l'Espagne        | Mikel Arteta (vice-capitaine) | 26 mars 1982            | 2011            | 81              | 12              | Everton                      |
| 10                 | Drapeau de l'Angleterre     | Jack Wilshere                 | 1er janvier 1992        | 2008            | 97              | 5               | Centre de formation          |
| 16                 | Drapeau du pays de Galles   | Aaron Ramsey                  | 26 décembre 1990        | 2008            | 150             | 11              | Cardiff City                 |
| 19                 | Drapeau de l'Espagne        | Santi Cazorla                 | 13 décembre 1984        | 2012            | 49              | 12              | Málaga                       |
| 22                 | Drapeau de la France        | Francis Coquelin              | 13 mai 1991             | 2008            | 43              | 0               | Centre de formation          |
| 23                 | Drapeau de la Russie        | Andrei Arshavin               | 29 mai 1981             | 2009            | 144             | 31              | Zénith                       |
| 31                 | Drapeau du Japon            | Ryo Miyaichi                  | 14 décembre 1992        | 2011            | 2               | 0               | Chūkyōdai Chūkyō High School |
| Attaquants         |                             |                               |                         |                 |                 |                 |                              |
| 9                  | Drapeau de l'Allemagne      | Lukas Podolski                | 4 juin 1985             | 2012            | 42              | 16              | Cologne                      |
| 12                 | Drapeau de la France        | Olivier Giroud                | 30 septembre 1986       | 2012            | 47              | 17              | Montpellier                  |
| 14                 | Drapeau de l'Angleterre     | Theo Walcott                  | 16 mars 1989            | 2006            | 263             | 63              | Southampton                  |
| 15                 | Drapeau de l'Angleterre     | Alex Oxlade-Chamberlain       | 15 août 1993            | 2011            | 59              | 6               | Southampton                  |
| 27                 | Drapeau de la Côte d'Ivoire | Gervinho                      | 27 mai 1987             | 2011            | 63              | 11              | Lille                        |

### Staff managérial
| Emploi                     | Staff           |
| -------------------------- | --------------- |
| Entraîneur                 | Arsène Wenger   |
| Entraîneur adjoint         | Steve Bould     |
| Entraîneur de l'équipe pro | Boro Primorac   |
| Entraîneur de l'équipe pro | Neil Banfield   |
| Entraîneur des gardiens    | Gerry Peyton    |
| Préparateur physique       | Tony Colbert    |
| Docteur                    | Gary O'Driscoll |
| Recruteur                  | Steve Rowley    |

Source : http://www.arsenal.com

### Tenues
Équipementier : Nike
Sponsor : Emirates
| Domicile | Domicile alt | Extérieur | Extérieur alt | Autre | Gardien (1) | Gardien (2) | Gardien (3) |

## Transferts

### Mercato d'été

#### Arrivées
| Numéro | Poste | Joueur         | En provenance de | Montant | Date             | Source |
| ------ | ----- | -------------- | ---------------- | ------- | ---------------- | ------ |
| 9      | ATT   | Lukas Podolski | FC Cologne       | 12 M€   | 1er juillet 2012 | [ 29 ] |
| 12     | ATT   | Olivier Giroud | Montpellier HSC  | 12 M€   | 1er juillet 2012 | [ 30 ] |
| 19     | MIL   | Santi Cazorla  | Málaga CF        | 19 M€   | 7 août 2012      | [ 31 ] |

#### Départs
| Numéro | Poste | Joueur           | Destination       | Montant         | Date            | Source |
| ------ | ----- | ---------------- | ----------------- | --------------- | --------------- | ------ |
| –      | ATT   | Carlos Vela      | Real Sociedad     | 3 M€            | 17 juillet 2012 | [ 32 ] |
| 1      | GB    | Manuel Almunia   | Watford           | Transfert libre | 30 juillet 2012 | [ 33 ] |
| 35     | DEF   | Kyle Bartley     | Swansea City      | 1,3 M€          | 16 août 2012    | [ 34 ] |
| 10     | ATT   | Robin van Persie | Manchester United | 30 M€           | 17 août 2012    | [ 35 ] |
| 17     | MIL   | Alex Song        | FC Barcelone      | 19 M€           | 20 août 2012    | [ 36 ] |

##### Prêts
| Numéro | Poste | Joueur            | Destination       | Début            | Fin              | Source |
| ------ | ----- | ----------------- | ----------------- | ---------------- | ---------------- | ------ |
| –      | MIL   | Denílson          | São Paulo         | 6 juin 2012      | 31 mai 2013      | [ 37 ] |
| –      | ATT   | Joel Campbell     | Real Betis        | 11 juillet 2012  | 31 mai 2013      | [ 37 ] |
| 31     | MIL   | Ryo Miyaichi      | Wigan Athletic    | 13 août 2012     | 9 mars 2013      | [ 38 ] |
| 30     | ATT   | Park Chu-young    | Celta de Vigo     | 31 août 2012     | 31 mai 2013      | [ 39 ] |
| 52     | ATT   | Nicklas Bendtner  | Juventus FC       | 31 août 2012     | 31 mai 2013      | [ 40 ] |
| 26     | MIL   | Emmanuel Frimpong | Charlton Athletic | 19 novembre 2012 | 1er janvier 2013 | [ 41 ] |

### Mercato d'hiver

#### Arrivées
| Numéro | Poste | Joueur        | En provenance de | Montant | Date            | Source |
| ------ | ----- | ------------- | ---------------- | ------- | --------------- | ------ |
| 17     | DEF   | Nacho Monreal | Málaga CF        | 10 M€   | 31 janvier 2013 | [ 42 ] |

#### Départs

##### Prêts
| Numéro | Poste | Joueur            | Destination     | Début           | Fin         | Source |
| ------ | ----- | ----------------- | --------------- | --------------- | ----------- | ------ |
| 29     | ATT   | Marouane Chamakh  | West Ham United | 4 janvier 2013  | 31 mai 2013 | [ 43 ] |
| 20     | DEF   | Johan Djourou     | Hanovre 96      | 5 janvier 2013  | 31 mai 2013 | [ 44 ] |
| 26     | MIL   | Emmanuel Frimpong | Fulham          | 25 janvier 2013 | 31 mai 2013 | [ 45 ] |
| 11     | DEF   | André Santos      | Grêmio          | 11 février 2013 | 31 mai 2013 | [ 46 ] |

### Activité globale
| Mercato d'été : 43 M€ Mercato d'hiver : 10 M€ Total : 53 M€ | Mercato d'été : 53,3 M € Mercato d'hiver : 0 € Total : 53,3 M€ | Mercato d'été : 10,3 M€ Mercato d'hiver : 10 M€ Total : 300 000 € |

## Compétitions

### Premier League

#### Classement
| Rang | Équipe              | Pts | J  | G  | N  | P  | Bp | Bc | Diff |
| ---- | ------------------- | --- | -- | -- | -- | -- | -- | -- | ---- |
| 1    | Manchester United   | 89  | 38 | 28 | 5  | 5  | 85 | 43 | +42  |
| 2    | Manchester City T S | 78  | 38 | 23 | 9  | 6  | 66 | 34 | +32  |
| 3    | Chelsea             | 75  | 38 | 22 | 9  | 7  | 75 | 39 | +36  |
| 4    | Arsenal             | 73  | 38 | 21 | 10 | 7  | 72 | 37 | +35  |
| 5    | Tottenham Hotspur   | 72  | 38 | 21 | 9  | 8  | 66 | 46 | +20  |
| 6    | Everton             | 63  | 38 | 16 | 15 | 7  | 55 | 40 | +15  |
| 7    | Liverpool           | 61  | 38 | 16 | 13 | 9  | 71 | 43 | +28  |
| 8    | West Bromwich       | 49  | 38 | 14 | 7  | 17 | 53 | 57 | -4   |
| 9    | Swansea City L      | 46  | 38 | 11 | 13 | 14 | 47 | 51 | -4   |
| 10   | West Ham P          | 46  | 38 | 12 | 10 | 16 | 45 | 53 | -8   |
| 11   | Norwich City        | 44  | 38 | 10 | 14 | 14 | 41 | 58 | -17  |
| 12   | Fulham              | 43  | 38 | 11 | 10 | 17 | 50 | 60 | -10  |
| 13   | Stoke City          | 42  | 38 | 9  | 15 | 14 | 34 | 45 | -11  |
| 14   | Southampton P       | 41  | 38 | 9  | 14 | 15 | 49 | 60 | -11  |
| 15   | Aston Villa         | 41  | 38 | 10 | 11 | 17 | 47 | 69 | -22  |
| 16   | Newcastle United    | 41  | 38 | 11 | 8  | 19 | 45 | 68 | -23  |
| 17   | Sunderland          | 39  | 38 | 9  | 12 | 17 | 41 | 54 | -13  |
| 18   | Wigan Athletic C    | 36  | 38 | 9  | 9  | 20 | 47 | 73 | -26  |
| 19   | Reading P           | 28  | 38 | 6  | 10 | 22 | 43 | 73 | -30  |
| 20   | Queens Park Rangers | 25  | 38 | 4  | 13 | 21 | 30 | 60 | -30  |

Qualifications européennes
Ligue des champions 2013-2014
- 1er 2e et 3e : phase de groupes
- 4e : tour de barrages pour non-champions

Ligue Europa 2013-2014
- C : phase de groupes
- 5e : tour de barrages
- L : 3e tour de qualification

Relégation
- 18e, 19e et 20e : relégation en Championship

Abréviations
- T : Tenant du titre
- C : Vainqueur de la FA Cup 2012-2013
- L : Vainqueur de la Coupe de la Ligue 2012-2013
- S : Vainqueur du Community Shield 2012
- P : Promus de Championship

### Ligue des Champions

#### Phase de groupes

##### Classement
| Rang | Équipe          | Pts | J | G | N | P | Bp | Bc | Diff |  | Résultats (▼ dom., ► ext.) | Drapeau de l'Allemagne | Drapeau de l'Angleterre | Drapeau de la Grèce | Drapeau de la France |
| ---- | --------------- | --- | - | - | - | - | -- | -- | ---- |  | -------------------------- | ---------------------- | ----------------------- | ------------------- | -------------------- |
| 1    | Schalke 04      | 12  | 6 | 3 | 3 | 0 | 10 | 6  | +4   |  | Schalke 04                 |                        | 2-2                     | 1-0                 | 2-2                  |
| 2    | Arsenal         | 10  | 6 | 3 | 1 | 2 | 10 | 8  | +2   |  | Arsenal                    | 0-2                    |                         | 3-1                 | 2-0                  |
| 3    | Olympiakos      | 9   | 6 | 3 | 0 | 3 | 9  | 9  | 0    |  | Olympiakos                 | 1-2                    | 2-1                     |                     | 3-1                  |
| 4    | Montpellier HSC | 2   | 6 | 0 | 2 | 4 | 6  | 12 | -6   |  | Montpellier HSC            | 1-1                    | 1-2                     | 1-2                 |                      |

Source : uefa.com

## Statistiques

### Meilleurs buteurs
Inclut uniquement les matches officiels. La liste est classée par numéro de maillot lorsque le total des buts est égal.
| R  | No. | Pos | Nat | Nom                     | Premier League | Coupe d'Angleterre | Coupe de la Ligue | Ligue des champions | Total |
| -- | --- | --- | --- | ----------------------- | -------------- | ------------------ | ----------------- | ------------------- | ----- |
| 1  | 14  | ATT |     | Theo Walcott            | 14             | 1                  | 5                 | 1                   | 21    |
| 2  | 12  | ATT |     | Olivier Giroud          | 11             | 2                  | 2                 | 2                   | 17    |
| 3  | 9   | ATT |     | Lukas Podolski          | 11             | 1                  | 0                 | 4                   | 16    |
| 4  | 19  | MIL |     | Santi Cazorla           | 12             | 0                  | 0                 | 0                   | 12    |
| 5  | 27  | ATT |     | Gervinho                | 5              | 0                  | 0                 | 2                   | 7     |
| 6  | 8   | MIL |     | Mikel Arteta            | 6              | 0                  | 0                 | 0                   | 6     |
| 7  | 6   | DEF |     | Laurent Koscielny       | 2              | 0                  | 1                 | 1                   | 4     |
| 8  | 4   | DEF |     | Per Mertesacker         | 3              | 0                  | 0                 | 0                   | 3     |
| 8  | 7   | MIL |     | Tomáš Rosický           | 2              | 0                  | 0                 | 1                   | 3     |
| 10 | 10  | MIL |     | Jack Wilshere           | 0              | 1                  | 0                 | 1                   | 2     |
| 10 | 15  | MIL |     | Alex Oxlade-Chamberlain | 1              | 0                  | 1                 | 0                   | 2     |
| 10 | 16  | MIL |     | Aaron Ramsey            | 1              | 0                  | 0                 | 1                   | 2     |
| 10 | 29  | ATT |     | Marouane Chamakh        | 0              | 0                  | 2                 | 0                   | 2     |
| 14 | 5   | DEF |     | Thomas Vermaelen        | 0              | 0                  | 1                 | 0                   | 1     |
| 14 | 17  | DEF |     | Nacho Monreal           | 1              | 0                  | 0                 | 0                   | 1     |
| 14 | 23  | MIL |     | Andrei Arshavin         | 0              | 0                  | 1                 | 0                   | 1     |
| 14 | 28  | DEF |     | Kieran Gibbs            | 0              | 1                  | 0                 | 0                   | 1     |
| 14 | 54  | DEF |     | Ignasi Miquel           | 0              | 0                  | 1                 | 0                   | 1     |
|    |     |     |     | Buts contre son camp    | 3              | 0                  | 0                 | 0                   | 3     |
|    |     |     |     | TOTAUX                  | 72             | 6                  | 14                | 13                  | 105   |

Mise à jour : 19 mai 2013

Source : Rapports de matches officiels

### Discipline
Inclut uniquement les matches officiels. La liste est classée par numéro de maillot lorsque le total des cartons est égal.
| R  | No. | Pos | Nat                         | Nom                     | Premier League | Premier League | Coupe d'Angleterre | Coupe d'Angleterre | Coupe de la Ligue | Coupe de la Ligue | Ligue des champions | Ligue des champions | Total  | Total        |
| R  | No. | Pos | Nat                         | Nom                     | Averti         | Carton rouge   | Averti             | Carton rouge       | Averti            | Carton rouge      | Averti              | Carton rouge        | Averti | Carton rouge |
| 1  | 12  | ATT | Drapeau de la France        | Olivier Giroud          | 3              | 1              | 1                  | 0                  | 0                 | 0                 | 2                   | 0                   | 6      | 1            |
| 2  | 6   | DEF | Drapeau de la France        | Laurent Koscielny       | 1              | 1              | 0                  | 0                  | 1                 | 0                 | 3                   | 0                   | 5      | 1            |
| 2  | 10  | MIL | Drapeau de l'Angleterre     | Jack Wilshere           | 5              | 1              | 0                  | 0                  | 0                 | 0                 | 0                   | 0                   | 5      | 1            |
| 4  | 4   | DEF | Drapeau de l'Allemagne      | Per Mertesacker         | 3              | 1              | 0                  | 0                  | 0                 | 0                 | 1                   | 0                   | 4      | 1            |
| 5  | 25  | DEF | Drapeau de l'Angleterre     | Carl Jenkinson          | 2              | 1              | 0                  | 0                  | 0                 | 0                 | 0                   | 0                   | 2      | 1            |
| 6  | 8   | MIL | Drapeau de l'Espagne        | Mikel Arteta            | 6              | 0              | 0                  | 0                  | 0                 | 0                 | 2                   | 0                   | 8      | 0            |
| 6  | 16  | MIL | Drapeau du pays de Galles   | Aaron Ramsey            | 5              | 0              | 1                  | 0                  | 0                 | 0                 | 2                   | 0                   | 8      | 0            |
| 8  | 5   | DEF | Drapeau de la Belgique      | Thomas Vermaelen        | 3              | 0              | 0                  | 0                  | 1                 | 0                 | 2                   | 0                   | 6      | 0            |
| 9  | 19  | MIL | Drapeau de l'Espagne        | Santi Cazorla           | 1              | 0              | 0                  | 0                  | 0                 | 0                 | 3                   | 0                   | 4      | 0            |
| 9  | 28  | DEF | Drapeau de l'Angleterre     | Kieran Gibbs            | 2              | 0              | 1                  | 0                  | 0                 | 0                 | 1                   | 0                   | 4      | 0            |
| 11 | 3   | DEF | Drapeau de la France        | Bacary Sagna            | 2              | 0              | 0                  | 0                  | 0                 | 0                 | 1                   | 0                   | 3      | 0            |
| 11 | 7   | MIL | Drapeau de la Tchéquie      | Tomáš Rosický           | 2              | 0              | 0                  | 0                  | 0                 | 0                 | 1                   | 0                   | 3      | 0            |
| 11 | 9   | ATT | Drapeau de l'Allemagne      | Lukas Podolski          | 1              | 0              | 0                  | 0                  | 0                 | 0                 | 2                   | 0                   | 3      | 0            |
| 11 | 14  | ATT | Drapeau de l'Angleterre     | Theo Walcott            | 3              | 0              | 0                  | 0                  | 0                 | 0                 | 0                   | 0                   | 3      | 0            |
| 11 | 27  | ATT | Drapeau de la Côte d'Ivoire | Gervinho                | 1              | 0              | 0                  | 0                  | 1                 | 0                 | 1                   | 0                   | 3      | 0            |
| 16 | 1   | GB  | Drapeau de la Pologne       | Wojciech Szczęsny       | 1              | 0              | 0                  | 0                  | 0                 | 0                 | 1                   | 0                   | 2      | 0            |
| 16 | 2   | MIL | Drapeau de la France        | Abou Diaby              | 1              | 0              | 0                  | 0                  | 0                 | 0                 | 1                   | 0                   | 2      | 0            |
| 16 | 17  | DEF | Drapeau de l'Espagne        | Nacho Monreal           | 2              | 0              | 0                  | 0                  | 0                 | 0                 | 0                   | 0                   | 2      | 0            |
| 16 | 22  | MIL | Drapeau de la France        | Francis Coquelin        | 0              | 0              | 1                  | 0                  | 0                 | 0                 | 1                   | 0                   | 2      | 0            |
| 16 | 29  | ATT | Drapeau du Maroc            | Marouane Chamakh        | 0              | 0              | 0                  | 0                  | 1                 | 0                 | 1                   | 0                   | 2      | 0            |
| 21 | 15  | MIL | Drapeau de l'Angleterre     | Alex Oxlade-Chamberlain | 1              | 0              | 0                  | 0                  | 0                 | 0                 | 0                   | 0                   | 1      | 0            |
| 21 | 18  | MIL | Drapeau de la France        | Sébastien Squillaci     | 0              | 0              | 0                  | 0                  | 0                 | 0                 | 1                   | 0                   | 1      | 0            |
| 21 | 23  | MIL | Drapeau de la Russie        | Andrei Arshavin         | 1              | 0              | 0                  | 0                  | 0                 | 0                 | 0                   | 0                   | 1      | 0            |
| 21 | 36  | GB  | Drapeau de l'Argentine      | Damián Martínez         | 0              | 0              | 0                  | 0                  | 1                 | 0                 | 0                   | 0                   | 1      | 0            |
| 21 | 46  | MIL | Drapeau de l'Allemagne      | Thomas Eisfeld          | 0              | 0              | 0                  | 0                  | 1                 | 0                 | 0                   | 0                   | 1      | 0            |
|    |     |     |                             | TOTAUX                  | 45             | 5              | 4                  | 0                  | 6                 | 0                 | 26                  | 0                   | 82     | 5            |

Mise à jour : 19 mai 2013

Source : Rapports de matches officiels

### Onze de départ
Inclut uniquement les matches officiels.
| No. | Pos | Nat | Nom         | MD | Notes |
| --- | --- | --- | ----------- | -- | ----- |
| 1   | GB  |     | Szczęsny    | 33 |       |
| 3   | DD  |     | Sagna       | 31 |       |
| 4   | DC  |     | Mertesacker | 43 |       |
| 5   | DC  |     | Vermaelen   | 35 |       |
| 28  | DG  |     | Gibbs       | 29 |       |
| 8   | MDC |     | Arteta      | 43 |       |
| 16  | MC  |     | Wilshere    | 27 |       |
| 14  | AiD |     | Walcott     | 31 |       |
| 19  | MOC |     | Cazorla     | 47 |       |
| 9   | AiG |     | Podolski    | 33 |       |
| 12  | BU  |     | Giroud      | 33 |       |

| Szczęsny Sagna Mertesacker Vermaelen Gibbs Arteta Ramsey Walcott Cazorla Podolski Giroud |

Mise à jour : 19 mai 2013

### Capitaines
Inclut uniquement les matches officiels. La liste est classée par numéro de maillot lorsque le total des cartons est égal.
| No. | Pos | Nom         | Nat | Nb. matchs |
| --- | --- | ----------- | --- | ---------- |
| 5   | DEF | Vermaelen   |     | 35         |
| 8   | MIL | Arteta      |     | 15         |
| 20  | DEF | Djourou     |     | 2          |
| 4   | DEF | Mertesacker |     | 1          |

Mise à jour : 19 mai 2013

### Total
| Matches joués                 | 53 (38 Premier League, 4 Coupe d'Angleterre, 3 Coupe de la Ligue, 8 Ligue des champions)                                                                                 |
| Matches gagnés                | 29 (21 Premier League, 2 Coupe d'Angleterre, 2 Coupe de la Ligue, 4 Ligue des champions)                                                                                 |
| Matches nuls                  | 12 (10 Premier League, 1 Coupe d'Angleterre, 1 Ligue des champions) |
| Matches perdus                | 12 (7 Premier League, 1 Coupe d'Angleterre, 1 Coupe de la Ligue, 3 Ligue des champions)                                                                                  |
| Buts marqués                  | 105 (72 Premier League, 6 Coupe d'Angleterre, 14 Coupe de la Ligue, 13 Ligue des champions)                                                                              |
| Buts concédés                 | 60 (37 Premier League, 5 Coupe d'Angleterre, 7 Coupe de la Ligue, 11 Ligue des champions)                                                                                |
| Différence de buts            | +45 (+35 Premier League, +1 Coupe d'Angleterre, +7 Coupe de la Ligue, +2 Ligue des champions)                                                                            |
| Matches sans encaisser de but | 17 (14 Premier League, 1 Coupe d'Angleterre, 2 Ligue des champions) |
| Cartons jaunes                | 82 (45 Premier League, 4 Coupe d'Angleterre, 6 Coupe de la Ligue, 26 Ligue des champions)                                                                                |
| Cartons rouges                | 5 (5 Premier League) |
| Pire discipline               | Olivier Giroud (6 - 1 ) |
| Meilleur résultat             | Victoire 6 – 1 (Domicile) contre Southampton – Premier League – 15 septembre 2012 Victoire 6 – 1 (Domicile) contre Coventry City – Coupe de la Ligue – 26 septembre 2012 |
| Pire résultat                 | Défaite 1 – 3 (Domicile) contre le Bayern Munich – Ligue des champions – 19 février 2013                                                                                 |
| Meilleur buteur               | Theo Walcott (21 buts) |

Mise à jour : 19 mai 2013

Source : Rapports de matches officiels